# Domnica Drumea
Domnica Drumea (n. 26 august 1979, Râmnicu-Vâlcea) este poetă și traducătoare. 
Ca stil literar și ca dată a debutului face parte din Generația douămiistă, mai precis din fracturism.

## Educație
În 2002 a absolvit Facultatea de Litere din cadrul Universității București, secția Română-Engleză.

## Activitate
În anul 2000 a înființat, împreună cu Marius Ianuș, Cenaclul „Litere 2000”, iar în 2002 revista Fracturi.
A publicat poezii în volumul colectiv 40238 Tescani, Editura Image, București, 2000 (alături de Marius Ianuș, Mircea Cărtărescu, Florin Iaru, Ioana Nicolaie, Doina Ioanid, Cecilia Ștefănescu și Ioan Godeanu).
A debutat în 2003 cu volumul Crize.
Poemele sale au fost traduse în engleză, franceză, suedeză, cehă, slovenă. A fost publicată în revista Steaua.
În 2009 i-a apărut al doilea volum, Not for sale.
În 2014 a publicat cel de-al treilea volum de poezii, Vocea. Acest volum a fost ales pentru cea de-a treia ediție a Galei „Poezie de 10! Cele mai bune cărți de poezie ale anului 2014”.
În septembrie 2016 a reprezentat România, împreună cu Miruna Vlada, la Festivalul Internațional de Poezie „Meridian" de la Cernăuți.
A participat la Festivalul Internațional de Literatură și Traducere Iași - FILIT în 2018.
A participat la ediția din 2019 a proiectului „Poezia în oraș" organizat la Varșovia, co-organizator al acestei manifestări fiind Institutul Cultural Român de la Varșovia.
În august 2021 a fost invitată la evenimentul cultural destinat lansării ediției în limba română a volumului Noapte credincioasă și virtuoasă de Louise Glück, carte recompensată în 2014 cu National Book Award, apărută în limba română în traducerea lui Bogdan-Alexandru Stănescu. Evenimentul s-a desfășurat la Muzeul Național al Literaturii Române din București.
Locuiește în București. Este căsătorită cu Marius Ianuș, cu care are un copil.

## Volume
- Crize, Editura Vinea (2003)
- Not for sale (Editura Cartea Românească, 2009)
- Vocea (Editura Charmides, 2014)

## Traduceri
- Portocala mecanică de Anthony Burgess (împreună cu Carmen Ciora), Editura Humanitas, 2003
- Primăvara la Roma a doamnei Stone de Tennessee Williams, Editura Humanitas, 2003
- Răsfrângeri într-un ochi de aur de Carson McCullers, Editura Humanitas, 2003
- Factotum de Charles Bukowski, Editura Polirom, 2004
- Clubul Norocoaselor de Amy Tan, Editura Polirom, 2005
- Sub piele de Michel Faber, Editura Humanitas, 2005
- Cartea Codurilor de Simon Singh, Editura Humanitas, 2005[10]
- Howl și alte poeme, Antologie 1947-1997 de Allen Ginsberg (împreună cu Petru Ilieșu), Editura Polirom, 2010[9]

## Premii literare
Revista România literară i-a acordat Premiul de Debut în anul 2003 pentru volumul Crize.
În 2010 Uniunea Scriitorilor din România i-a acordat Domnicăi Drumea și lui Petru Ilieș Premiul Fundației „Andrei Bantaș” pentru traduceri din limba engleză, pentru Howl și alte poeme de Allen Ginsberg (2010).
Volumul Vocea a fost nominalizat la premiile Observatorului Cultural pentru aparițiile editoriale din 2014.